# Raiffeisenbank Sinzing
Die Raiffeisenbank Sinzing eG ist eine Genossenschaftsbank mit Sitz im Gemeindeteil Viehhausen in der bayerischen Gemeinde Sinzing im Landkreis Regensburg. 

## Geschichte
Die heutige Raiffeisenbank Sinzing eG wurde am 26. Juli 1911 gegründet und entstand im Jahr 1967 als Raiffeisenbank Kapfelberg-Viehhausen eGmbH mit dem Sitz in Viehhausen durch die Fusion der Raiffeisenkasse Kapfelberg eGmbH mit dem Sitz in Kapfelberg (Kelheim) mit der Raiffeisenbank Viehhausen eGmbH. Mit Eintragung vom 13. September 1990 erhielt die Bank ihren heutigen Namen.

## Rechtsverhältnisse
Die Raiffeisenbank Sinzing eG ist im Genossenschaftsregister beim Amtsgericht Regensburg unter GnR 546 eingetragen.

## Organisationsstruktur
Rechtsgrundlagen sind das Genossenschaftsgesetz und die durch die Generalversammlung beschlossene Satzung. Organe der Bank sind der Vorstand, der Aufsichtsrat und die Generalversammlung.

## Sicherungseinrichtung
Die Raiffeisenbank Sinzing eG ist der amtlich anerkannten Sicherungseinrichtung des Bundesverbandes der Deutschen Volksbanken und Raiffeisenbanken GmbH und der zusätzlichen freiwilligen Sicherungseinrichtung des Bundesverbandes der Deutschen Volksbanken und Raiffeisenbanken e. V. angeschlossen.

## Geschäftsausrichtung
Die Raiffeisenbank Sinzing eG betreibt das Universalbankgeschäft. Im Verbundgeschäft arbeitet sie mit der DZ Bank, R+V Versicherung, Bausparkasse Schwäbisch Hall, Teambank, VR Leasing, DZ Hyp und der Union Investment zusammen.

## Geschäftsgebiet
Das Geschäftsgebiet liegt im Westen des Landkreises Regensburg und im Norden des Landkreises Kelheim.
An diesen Orten betreibt die Bank Filialen:
- Viehhausen (Hauptstelle, jur. Sitz)
- Sinzing (1 Geschäftsstelle + 1 SB-Geschäftsstelle)
- Gundelshausen (Stadtteil von Kelheim) (Geschäftsstelle)
- Eilsbrunn (Geschäftsstelle)